# Au bon roman
 (avril 2025).
Motif : 16 ans après sa publication, bien peu de sources montrant la notoriété de ce roman.
- Archive Wikiwix
- Bing
- Cairn
- DuckDuckGo
- E. Universalis
- Gallica
- Google
- G. Books
- G. News
- G. Scholar
- Persée
- Qwant
- (zh) Baidu
- (ru) Yandex
- (wd) trouver des œuvres sur Wikidata

| 1. | Préciser le motif de la pose du bandeau. | Précisez le motif de la pose du bandeau en utilisant la syntaxe suivante : {{admissibilité à vérifier\|date=avril 2025\|motif=remplacez ce texte par le motif}}                   |
| 2. | Informer les utilisateurs concernés.     | Pensez à avertir le créateur de l'article, par exemple, en insérant le code ci-dessous sur sa page de discussion : {{subst:avertissement admissibilité à vérifier\|Au bon roman}} |

Au bon roman est un roman de Laurence Cossé, paru en janvier 2009 aux éditions Gallimard.
L'auteur y imagine la naissance à Paris d'une librairie originale, dont les livres sont choisis exclusivement en fonction de leur valeur littéraire et sans aucune attention portée aux exigences commerciales. Cette librairie où l'on ne trouve « que des bons romans » est créée par une mécène (Francesca Aldo-Valbelli) et un libraire (Ivan Georg) tous deux passionnés de littérature, et souhaitant réagir à la profusion de romans sans grande valeur littéraire. Le ressort principal de l'intrigue est l'opposition violente que suscite cette entreprise en apparence inoffensive.

## Thèmes
Après Le Mobilier national (où un haut fonctionnaire du ministère de la Culture cherchait à détruire celle des cathédrales françaises qu'il avait jugées sans valeur esthétique, afin de diminuer le coût qu'elles font peser sur les finances publiques), c'est le second roman de Laurence Cossé abordant la problématique du relativisme esthétique dans les sociétés démocratiques contemporaines.
Cette similitude se redouble d'ailleurs d'un parallélisme dans le schéma actantiel : le personnage de Francesca Aldo-Valbelli présente de nombreuses ressemblances avec celui de Benita Chancel-Ibáñez dans Le Mobilier national.
L'analyse critique du pouvoir médiatique est également un des thèmes importants du roman, déjà présent dans un ouvrage précédent de Laurence Cossé. Le 31 du mois d'août est en effet le récit (fictif) de l'errance d'une jeune femme impliquée dans l'accident mortel de la princesse Diana, qui se cache puis s'enfuit par crainte de l'exposition médiatique.

## Structure du roman
Au bon roman est écrit à la première personne, selon une narration de type homodiégétique, où le personnage qui raconte ne joue pas un rôle de premier plan dans les événements racontés.
En outre, la structure du roman est largement fondée sur un procédé de type métadiégétique consistant à enchâsser un récit dans le récit : la narration commence à un moment assez avancé dans l'histoire racontée (novembre 2005, alors que l'histoire débute véritablement en décembre 2003) ; mais à partir du chapitre 12 débute le récit (fait par Francesca et Ivan au commissaire de police Heffner) des origines de la librairie Au bon roman. Cependant ce procédé est utilisé avec souplesse : la nature de « narration dans la narration » de ce récit des origines de la librairie tend parfois à devenir invisible, ce dont l'auteur joue souvent pour produire des effets poétiques.
Dans cette narration secondaire s'insèrent par ailleurs plusieurs lettres, comme celles de la correspondance entre Van et Anis au chapitre 19.

## Romans mentionnés dans l'ouvrage
Le récit de la création et du développement de la librairie Au bon roman est l'occasion de citer un nombre important de « bons romans » ou de « grands romans » : choisis par les fondateurs ou par les membres du comité de sélection pour faire partie du fond de la librairie, ils font souvent l'objet de commentaires de la part des personnages qui les mentionnent. En cela, ce roman fait un recours constant à une forme très particulière d'intertextualité (ou plus précisément de métatextualité) : le projet même des protagonistes de ce roman est de rendre hommage à d'autres romans qu'ils admirent.